# Sabulodes caberata
Sabulodes caberata là một loài bướm đêm trong họ Geometridae.